# Klubbin (Kunoy)
Klubbin è una montagna alta 644 metri sul mare situata sull'isola di Kunoy, nell'arcipelago delle Isole Fær Øer, in Danimarca.